# Мальцене, Марианна Мотеевна
Марианна Мотеевна Мальцене (лит. Mariana Motejevna Malcienė; 9 ноября 1924, Асюкле, Литва — 17 июля 2014, Вильнюс, Литва) — советский и литовский киновед. Кандидат искусствоведения (1974). Заслуженный работник культурно-просветительной работы Литовской ССР (1974).

## Биография
Родилась Марианна Мотеевна Мальцене 9 ноября 1924 года в деревне Асюкле.
В 1951 году окончила Вильнюсский университет.
В 1953—2000 годах преподавала в Литовской консерватории.
В 1953—1959 годах — в Департаменте высших и средних специальных школ Министерства культуры Литовской ССР.
В 1956—1960 годах — в декаде Вильнюсской музыкальной школы.
В 1959—1966 годах — в редакции издания «Ekrano naujienos».
В 1966—1979 годах — в исследовательском секторе Института истории Академии наук Литовской ССР.
В 1974 году было присвоено звание «Заслуженный работник культурно-просветительной работы Литовской ССР».
Умерла 17 июля 2014 года в возрасте 89 лет в Вильнюсе.

## Избранная библиография
- Киноискусство Советской Литвы. М., 1971.
- Lietuvos kino istorijos apybraiža: 1919—1970. Vilnius, 1974.
- Lietuvos TSR istorija. Vilnius, 1975. Т. 4.
- История советского кино. М., 1975—1978, Т. 3—4.
- Кино Советской Литвы. Л., 1980.
- Kino meno pagrindai. Vilnius, 1982.
- Lietuvių tarybinis teatras: 1940—1956. Vilnius, 1979.
- Lietuvių tarybinis dramo teatras: 1957—1970. Vilnius, 1987.

## Награды
- 1974 — Заслуженный работник культурно-просветительной работы Литовской ССР